# El Dorado
El Dorado je druhá skladba z alba The Final Frontier od heavy metalové skupiny Iron Maiden z roku 2010. Píseň byla nominovaná na cenu Grammy.

## Sestava
- Bruce Dickinson – zpěv
- Dave Murray – kytara
- Janick Gers – kytara
- Adrian Smith – kytara, doprovodný zpěv
- Steve Harris – basová kytara, doprovodný zpěv
- Nicko McBrain – bicí
- Kevin Shirley – producent
- Jared Kvitka – inženýr